# الجمعية التأسيسية لباكستان

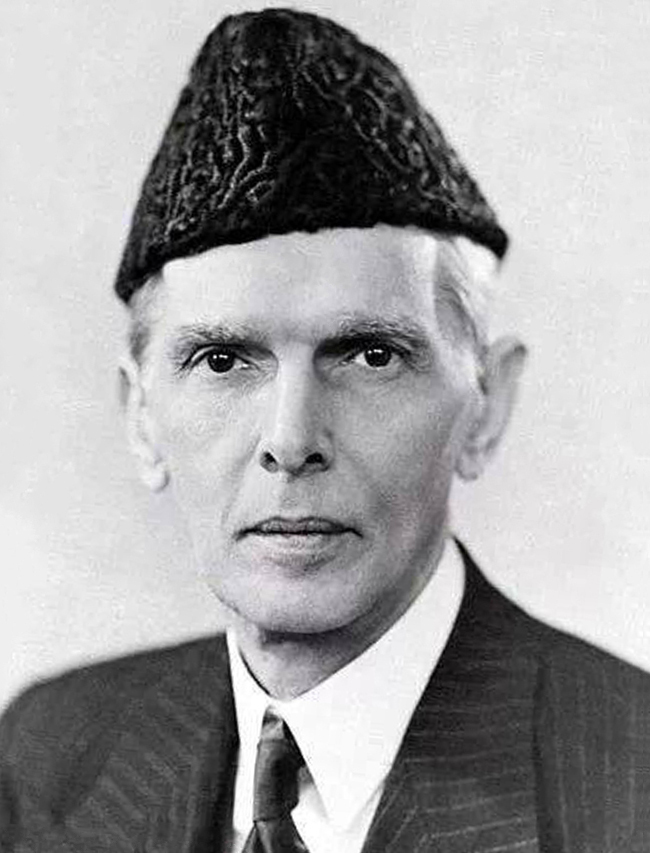

الجمعية التأسيسية لباكستان (بالأردية: پاکستانی آئین ساز اسمبلی) تشكلت لكتابة الدستور الباكستاني، وتكون بمثابة أول برلمان لدولة باكستان الوليدة. عقد أول اجتماع لها في 11 أغسطس 1947، عشية الاستقلال وحتى نهاية الحكم البريطاني.
ظل محمد علي جناح رئيسها حتى وفاته في 11 سبتمبر 1948. خلفه لياقت علي خان لمدة ثلاث سنوات. وأقدم على حلها في 24 أكتوبر 1954، الحاكم العام مالك محمد غلام. وكان محمد علي بوجرا رئيس الوزراء في ذلك الوقت.